# Licini Mucià
Licini Mucià   (segle I - segle I) probablement Gai Licini Mucià en llatí Caius Licinius Mucianus, va ser un magistrat romà del segle i. Segurament era membre de la gens Múcia i hauria estat adoptat per algú de la gens Licínia.
Va ser cònsol tres vegades, el 52, 70 i 75. Tàcit en fa una breu descripció. Diu que acollia igualment el bé i el mal, la vida luxosa i el treball enèrgic, era afable i orgullós, i quan no tenia res a fer es dedicava als plaers excessius. Però si una situació requeria la seva atenció, mostrava gran habilitat per resoldre-la. La seva conducta pública mereixia elogis i la seva vida privada era condemnable. Com a jove, va cortejar amb assiduïtat el favor dels poderosos, i així va obtenir el primer consolat amb Claudi. Però l'emperador va sospitar d'ell i se'n va anar voluntàriament a l'exili a Àsia, en concret a Lícia, on va viure amb grans luxes.
Sota Neró va rebre altre cop el favor imperial i a la mort de l'emperador l'any 68, era governador de Síria amb el comandament de quatre legions, mentre Vespasià era a Judea amb només tres legions. Mucià i Vespasià no estaven en bons termes, però a través d'amics comuns es van reconciliar, sobretot per la intervenció de Tit, amb qui Mucià es va fer molt amic. Vespasià i Mucià van jurar fidelitat a Otó i quan va esclatar la guerra civil entre Otó i Vitel·li, Vespasià va decidir assolir el tron imperial i Mucià li va donar suport, confiant que aquest suport li portaria grans beneficis.
Quan Vespasià després de moltes vacil·lacions, va assumir el títol d'emperador, Mucià i les seves legions li van fer el jurament de fidelitat. Es va decidir que Mucià marxaria cap a Europa a lluitar amb Vitel·li i Vespasià i Tit es quedarien a Àsia. Mucià va fer grans esforços per proporcionar al seu exèrcit tot allò que era necessari, va contribuir liberalment amb els seus propis diners i va saquejar sense pietat els provincials per obtenir una quantitat suficient de gra i material per a les legions. Però va no tenir gaire ocasió per mostrar els seus serveis, ja que els vitel·lians van ser derrotats totalment per Antoni Prim i això va despertar la gelosia de Mucià. En el seu camí cap Europa a través de Frígia, va arribar a Dàcia on va reprimir diversos atacs dels dacis que havien creuat el Danubi.
Antoni Prim havia entrat a Roma força abans de l'arribada de Mucià, però quan aquest va arribar Prim li va fer entrega del comandament. Encara que Domicià, fill de Vespasià, tenia la direcció nominal dels afers, Mucià va ser el verdader emperador i va viure amb gran esplendor.
Quan Vespasià va anar a Itàlia, Mucià el va anar a rebre a Brundusium. Mucià no va vacil·lar en la seva fidelitat i l'emperador li va mantenir el seu favor, encara que l'arrogància de Mucià li feia perdre la paciència. La darrera actuació que es coneix de Mucià és que va convèncer Vespasià de desterrar els filòsofs de Roma. La data de la seva mort és desconeguda, però devia ser durant el regnat de Vespasià, ja que el seu nom no apareix ni amb Tit ni amb Domicià.
Mucià no només va ser general, sinó també un bon orador i historiador. Com a orador és elogiat per Tàcit, que diu que era agradable d'escoltar tant en llatí com en grec. Va escriure algun llibre d'història, però no se sap sobre quin tema encara que per les referències que en fa Plini, se suposa que es relacionava amb l'Orient i contenia molt de material geogràfic, sobretot els noms de lloc.